# طواف آسيا للدراجات 2008–09
طواف آسيا للدراجات 2008–09 (بالإنجليزية: 2008–09 UCI Asia Tour) هو الموسم الخامس من طواف آسيا للدراجات، فاز بالمركز الأول قادر مزباني، وبالمركز الثاني Andrey Mizurov ‏، وبالمركز الثالث Boris Shpilevsky ‏.

## السباقات
| طواف آسيا للدراجات         | طواف آسيا للدراجات | طواف آسيا للدراجات       | طواف آسيا للدراجات                | طواف آسيا للدراجات     | طواف آسيا للدراجات    | طواف آسيا للدراجات   | طواف آسيا للدراجات |
| التاريخ                    | #                  | البلد                    | السباق                            | الفائز                 | الثاني                | الثالث               |                    |
| -------------------------- | ------------------ | ------------------------ | --------------------------------- | ---------------------- | --------------------- | -------------------- | ------------------ |
| 04 – 08 أكتوبر 2008        | 1                  | إيران                    | Milad De Nour Tour                | أحد كاظمي              | حسين علي زاده         | Siros Hashemzadeh ‏   |                    |
| 12 – 16 أكتوبر 2008        | 2                  | إيران                    | Kerman Tour                       | قادر مزباني            | Abbas Saeidi Tanha ‏   | حامد شريف ‏           |                    |
| 19 – 25 أكتوبر 2008        | 3                  | هونغ كونغ                | Tour of Hong Kong Shanghai        | Christoff Van Heerden ‏ | براد هال ‏             | وو كين سان ‏          |                    |
| 26 أكتوبر                  | 4                  | اليابان                  | كأس اليابان للدراجات              | داميانو كيونقو         | جيوفاني فيسكونتي      | إيفان باسو           |                    |
| 08 – 09 نوفمبر 2008        | 5                  | اليابان                  | طواف أوكيناوا                     | يوكيا أراشيرو          | Miyataka Shimizu ‏     | Mitsuhiro Matsumura ‏ |                    |
| 11 – 19 نوفمبر 2008        | 6                  | جمهورية الصين الشعبية    | طواف هاينان                       | Boris Shpilevsky ‏      | ديفيد ماكان           | Błażej Janiaczyk ‏    |                    |
| 23 نوفمبر – 05 ديسمبر 2008 | 7                  | إندونيسيا                | طواف إندونيسيا                    | قادر مزباني            | Amir Zargari ‏         | Hossein Jahanbanian ‏ |                    |
| 13 ديسمبر                  | 8                  | قطر                      | International Grand Prix Al-Khor  | رافع الشتيوي           | Ahmed M'Raihi ‏        | عمر حسنين            |                    |
| 14 ديسمبر                  | 9                  | قطر                      | International Grand Prix Losail   | Abdelbasset Hannachi ‏  | Ahmed M'Raihi ‏        | Serge Herz ‏          |                    |
| 14 – 21 ديسمبر 2008        | 10                 | جمهورية الصين الشعبية    | طواف بحر الصين الجنوبي            | شو غانغ                | Micael Isidoro ‏       | Michael Fitzgerald ‏  |                    |
| 15 ديسمبر                  | 11                 | قطر                      | International Grand Prix Messaeed | أيمن بين حسين ‏         | Abdelbasset Hannachi ‏ | عمر حسنين            |                    |
| 16 ديسمبر                  | 12                 | قطر                      | International Grand Prix Doha     | أيمن بين حسين ‏         | أحمد محمد علي         | Ahmed M'Raihi ‏       |                    |
| 18 – 20 ديسمبر 2008        | 13                 | قطر                      | Cycling Golden Jersey             | Alexey Lyalko ‏         | Sergey Kuzin ‏         | Nikolay Ivanov ‏      |                    |
| 23 يناير                   | 14                 | الإمارات العربية المتحدة | H. H. Vice-President's Cup        | أيمن بين حسين ‏         | Abdelbasset Hannachi ‏ | عمر حسنين            |                    |
| 24 يناير                   | 15                 | الإمارات العربية المتحدة | Emirates Cup 2009                 | أيمن بين حسين ‏         | Abdelbasset Hannachi ‏ | عمر حسنين            |                    |
| 01 – 06 فبراير 2009        | 16                 | قطر                      | طواف قطر                          | توم بونن               | هاينريش هوسلر         | روجر هاموند          |                    |
| 09 – 15 فبراير 2009        | 17                 | ماليزيا                  | طواف لانكاوي                      | خوسيه سيربا            | جاي كروفورد           | جاكسون رودريغيز      |                    |
| 08 – 14 مارس 2009          | 18                 | تايوان                   | طواف تايوان                       | Krzysztof Jeżowski ‏    | بيتر ماكدونالد        | Roman Zhiyentayev ‏   |                    |
| 04 – 09 أبريل 2009         | 19                 | تايلاند                  | طواف تايلاند                      | Andrew Bajadali ‏       | Phuchong Sai-udomsin ‏ | Jonathan Lovelock ‏   |                    |
| 19 – 26 أبريل 2009         | 20                 | ماليزيا                  | طواف ماليزيا                      | Tim Roe ‏               | جاي كروفورد           | قادر مزباني          |                    |
| 30 أبريل – 03 مايو 2009    | 21                 | إندونيسيا                | طواف سنجكارك                      | قادر مزباني            | Amir Zargari ‏         | كاميرون جينينغز ‏     |                    |
| 11 – 15 مايو 2009          | 22                 | إيران                    | International Presidency Tour     | قادر مزباني            | Andrey Mizurov ‏       | Rasoul Barati ‏       |                    |
| 17 – 24 مايو 2009          | 23                 | اليابان                  | طواف اليابان                      | سيرجيو بارديلا         | Gong Hyo-suk ‏         | Dmitry Fofonov ‏      |                    |
| 28 – 31 مايو 2009          | 24                 | اليابان                  | طواف كومانو                       | Valentin Iglinsky ‏     | Shinri Suzuki ‏        | Dmitry Fofonov ‏      |                    |
| 05 – 14 يونيو 2009         | 25                 | كوريا الجنوبية           | طواف كوريا                        | Roger Beuchat ‏         | جاي كروفورد           | Tim Roe ‏             |                    |
| 17 – 26 يوليو 2009         | 26                 | جمهورية الصين الشعبية    | طواف بحيرة تشينغهاي               | Andrey Mizurov ‏        | قادر مزباني           | Mitja Mahorič ‏       |                    |
| 28 – 30 يوليو 2009         | 27                 | ماليزيا                  | Perlis Open                       | Anuar Manan ‏           | Nguyen Hung Mai ‏      | عبد المالك مدني      |                    |
| 08 – 10 أغسطس 2009         | 28                 | إندونيسيا                | طواف جاوة الشرقية                 | Andrey Mizurov ‏        | قادر مزباني           | حسين عسكري           |                    |
| 15 أغسطس                   | 29                 | إندونيسيا                | Elite Road Asia Championships RR  | Dmitry Fofonov ‏        | Alekszandr Vinokurov  | Valentin Iglinsky ‏   |                    |
| 17 أغسطس                   | 30                 | إندونيسيا                | Elite Road Asia Championships ITT | Alekszandr Vinokurov   | Andrey Mizurov ‏       | Eugen Wacker ‏        |                    |
| 09 – 13 سبتمبر 2009        | 31                 | اليابان                  | طواف هوكايدو                      | تاكاشي ميازاوا         | Shinri Suzuki ‏        | كازوهيرو موري        |                    |

## وصلات خارجية
- الموقع الرسمي